# Brachycyrtus ornatus
Brachycyrtus ornatus là một loài tò vò trong họ Ichneumonidae.